# Renato Heuser
Renato Heuser (Porto Alegre, 1953) é um artista brasileiro. 
Recebeu formação como pintor no Instituto de Artes da UFRGS, em Porto Alegre, e posteriormente na Hoschschule der Künste (HDK) de Berlim, atualmente a Universität der Künste (UDK), entre 1984 e 1985. Voltando ao Brasil tornou-se professor de Pintura no Instituto de Artes. Também se dedica ao vídeo e outras mídias contemporâneas. Trazendo para o Brasil a influência do neoexpressionismo alemão, como pintor e professor deixou importante marca no meio artístico sulino na década de 1980, especialmente sobre os artistas iniciantes.
Na sua atuação destaca-se a participação no 10ª Salão Nacional de Artes Plásticas da Funarte (1988) e na 5ª Bienal do Mercosul (2005). Em 2003 obteve o prêmio de melhor vídeo no 1º Zoom Cine Esquema Novo, em Porto Alegre. Tem obras no acervo do MARGS e da Pinacoteca Barão de Santo Ângelo.